# Anastasiya Baryshnikova
Anastasiya Vladímirovna Baryshnikova –en ruso, Анастасия Владимировна Барышникова– (Cheliábinsk, 19 de diciembre de 1990) es una deportista rusa que compite en taekwondo. 
Participó en los Juegos Olímpicos de Londres 2012, obteniendo una medalla de bronce en la categoría de +67 kg. En los Juegos Europeos de Bakú 2015 consiguió una medalla de oro en la categoría de –67 kg.
Ganó dos medallas de bronce en el Campeonato Mundial de Taekwondo, en los años 2009 y 2011, y tres medallas de oro en el Campeonato Europeo de Taekwondo entre los años 2010 y 2014.

## Palmarés internacional
| Juegos Olímpicos   | Juegos Olímpicos         | Juegos Olímpicos  | Juegos Olímpicos |
| Año                | Lugar                    | Medalla           | Categoría        |
| ------------------ | ------------------------ | ----------------- | ---------------- |
| 2012               | Londres (Reino Unido)    | Medalla de bronce | +67 kg           |
| Campeonato Mundial |                          |                   |                  |
| Año                | Lugar                    | Medalla           | Categoría        |
| 2009               | Copenhague (Dinamarca)   | Medalla de bronce | –73 kg           |
| 2011               | Gyeongju (Corea del Sur) | Medalla de bronce | –73 kg           |
| Juegos Europeos    |                          |                   |                  |
| Año                | Lugar                    | Medalla           | Categoría        |
| 2015               | Bakú (Azerbaiyán)        | Medalla de oro    | –67 kg           |
| Campeonato Europeo |                          |                   |                  |
| Año                | Lugar                    | Medalla           | Categoría        |
| 2010               | San Petersburgo (Rusia)  | Medalla de oro    | –73 kg           |
| 2012               | Mánchester (Reino Unido) | Medalla de oro    | –73 kg           |
| 2014               | Bakú (Azerbaiyán)        | Medalla de oro    | –67 kg           |